# Повар Геннадій Миколайович
Геннадій Миколайович Повар (нар. 9 грудня 1960, Нова Гребля, Вінницька область, УРСР) — радянський та український футболіст, півзахисник.

## Життєпис
Вихованець ДЮСШ міста Артемівська. Перший тренер — Р. А. Страшінін. Грав на позиції півзахисника.
На молодіжному рівні два сезони виступав у «дублі» київського «Динамо».
У дорослому футболі дебютував в 1981 році в донецькому «Шахтарі». Але, в основному складі провів лише 13 матчів, переважно виступаючи за дубль гірників. У 1982 році також грав за сусідню команду з другої ліги, ждановський «Новатор».
З перемінним успіхом виступав і в інших командах першої та другої ліг СРСР: «Шахтар» (Горлівка), «Металург» (Запоріжжя), хмельницьке «Поділля» і шепетівський «Темп».
За словами колишнього нападника «Поділля» Ігоря Ніченка Повар був одним з провідних гравців хмельницького клубу, в якому грали ще колишні гірники Ігор Братчиков та Сергій Овчинников.
Після розпаду СРСР грав на аматорському рівні в командах Донецької області. Завершив професіональну кар'єру в слов'янському «Динамо» в 1996 році.
Залучався до матчів юнацької збірної Української РСР і СРСР.
Після завершення кар'єри футболіста став дитячим тренером. Працював у ДЮСШ «Колос» з міста Слов'янська.

## Досягнення
- Кубок сезону СРСР
  -  Фіналіст (1): 1981

- Кубок УРСР
  -  Володар (1): 1991